# Општина Брус
Општина Брус је општина у Расинском округу. Средиште општине је град Брус. Општина Брус са својих 605 km² обухвата падине Копаоника, долину реке Расине и део жупског виногорја. Према подацима са последњег пописа 2022. године у општини је живело 13.594 становника (према попису из 2011. било је 16.317 становника).

## Насеља
У општини Брус постоји једно градско насеље
- Брус

и 57 сеоских насеља
| - Батоте - Бело Поље - Блажево - Богише - Бозољин - Боранци - Ботуња - Брђани - Брзеће - Будиловина | - Велика Грабовница - Витоше - Влајковци - Горње Левиће - Горњи Липовац - Град - Градац - Грашевци - Домишевина - Доње Левиће | - Доњи Липовац - Дренова - Дртевци - Дупци - Ђерекари - Жарево - Жилинци - Жиљци - Жуње - Златари | - Игрош - Иричићи - Кнежево - Кобиље - Ковизла - Ковиоци - Кочине - Крива Река - Лепенац - Ливађе |

| - Мала Врбница - Мала Грабовница - Милентија - Осреци - Паљевштица - Равни - Равниште - Радманово - Радуње - Разбојна | - Рибари - Стануловићи - Стројинци - Судимља - Тршановци - Чокотар - Шошиће |

## Демографија
| Демографија | Демографија | Демографија |
| Година      | Становника  | Становника  |
| ----------- | ----------- | ----------- |
| 1948.       | 23.491      |             |
| 1953.       | 25.585      |             |
| 1961.       | 25.606      |             |
| 1971.       | 24.581      |             |
| 1981.       | 22.679      |             |
| 1991.       | 21.131      | 20.758      |
| 2002.       | 18.764      | 19.610      |
| 2011.       | 16.317      |             |
| 2022.       | 13.594      |             |

| Етнички састав према попису из 2002.‍ | Етнички састав према попису из 2002.‍ | Етнички састав према попису из 2002.‍ | Етнички састав према попису из 2002.‍ | Етнички састав према попису из 2002.‍ |
| ------------------------------------ | ------------------------------------ | ------------------------------------ | ------------------------------------ | ------------------------------------ |
|                                      |                                      |                                      |                                      |                                      |
| Срби                                 | Срби                                 |                                      | 18.471                               | 98,44%                               |
| Роми                                 | Роми                                 |                                      | 71                                   | 0,38%                                |
| Југословени                          | Југословени                          |                                      | 15                                   | 0,08%                                |
| Црногорци                            | Црногорци                            |                                      | 14                                   | 0,07%                                |
| Хрвати                               | Хрвати                               |                                      | 11                                   | 0,06%                                |
| Словенци                             | Словенци                             |                                      | 8                                    | 0,04%                                |
| Бугари                               | Бугари                               |                                      | 5                                    | 0,03%                                |
| Мађари                               | Мађари                               |                                      | 3                                    | 0,02%                                |
| Македонци                            | Македонци                            |                                      | 3                                    | 0,01%                                |
| Муслимани                            | Муслимани                            |                                      | 2                                    | 0,01%                                |
| Руси                                 | Руси                                 |                                      | 1                                    | 0,01%                                |
| остали                               | остали                               |                                      | 4                                    | 0,02%                                |
| неизјашњено                          | неизјашњено                          |                                      | 32                                   | 0,17%                                |
| непознато                            | непознато                            |                                      | 124                                  | 0,66%                                |